# Solariola ruffoi
Solariola ruffoi (лат.) — вид жуков-долгоносиков рода Solariola из подсемейства Entiminae.

## Распространение
Встречаются в Италии, Сицилия (Palermo, Sicani Mountains, Ficuzza Wood) на высоте от 900 до 1000 м.

## Описание
Жуки-долгоносики мелкого размера с узким телом, длина 3,30 мм, ширина надкрылий 1 мм, длина рострума 0,55 мм, ширина 0,40 мм. От близких видов отличается узкими пронотумом и надкрыльями, черновато-коричневым оттенком кутикулы. Мезорострум с килями параллельными боковым сторонам. Основная окраска тела коричневая. Усики 11-члениковые булавовидные (булава из трёх сегментов). Глаза редуцированные. Скутеллюм очень мелкий. Коготки лапок одиночные. Встречаются в песчаных почвах. Предположительно ризофаги.

## Таксономия
Впервые был описан в 1996 году, а его валидный статус был подтверждён в ходе ревизии, проведённой в 2019 году итальянскими энтомологами Чезаре Белло (Cesare Bello, Верона, Италия), Джузеппе Озелла (Giuseppe Osella, Верона) и Козимо Бавьера (Cosimo Baviera, Messina University, Мессина). По признаку наличия на пронотуме специализированных щетинок (echinopappolepida) и узкого рострума включают в состав видовой группы Solariola doderoi трибы Peritelini (или Otiorhynchini).